# Gotsu
Gotsu (江津市 -shi) é uma cidade japonesa localizada na província de Shimane.
Em 2003 a cidade tinha uma população estimada em 25 064 habitantes e uma densidade populacional de 158,22 h/km². Tem uma área total de 158,41 km².
Recebeu o estatuto de cidade a 1 de Abril de 1954.

## Cidade-irmã
- Corona, Estados Unidos